# The Girl at the Cupola
The Girl at the Cupola er en amerikansk stumfilm fra 1912 af Oscar Eagle.

## Medvirkende
- Kathlyn Williams som Jessie Wilson
- Thomas Commerford som Silas Wilson
- Charles Clary som Jack Berry
- Frank Weed som John Dixon
- Vera Hamilton som Mrs. John Dixon